# Andersonia redolens
Andersonia redolens är en ljungväxtart som beskrevs av Lemson. Andersonia redolens ingår i släktet Andersonia och familjen ljungväxter. Inga underarter finns listade i Catalogue of Life.